# 撫養町
撫養町（むやちょう）は、かつて徳島県板野郡にあった町。現在の鳴門市撫養町（木津・南浜・斎田・黒崎・小桑島・大桑島・岡崎・弁財天・北浜・林崎・立岩）。古くより鳴門の中心的市街地。
1889年の町村制実施時に徳島県内で「町」だった2つの自治体のひとつ（もうひとつは脇町）。

## 歴史
近畿と交通の便がよかったことから奈良時代・平安時代から開けていた。天平5年（733年）完成の風土記のものとされる逸文に「むや」の記述があり、これが史料として最も古い。『土佐日記』には「牟野 (むや)」とされている。室町時代には三好氏の城下町だったが、天正13年（1585年）に蜂須賀家政が阿波九城の一つ岡崎城（撫養城）を築いてから淡路渡海の押えの地として特に発展した。 江戸時代は「斎田塩」の製塩業、塩・藍などの積み出し港として栄えた。四国の門戸として、日本各地から廻船が集まり、全国でも有数の港町だったが、港口付近に暗礁が多く、大型船の航行に支障があったため、昭和に入ると次第に港町としての機能は衰えていった。また1934年（昭和9年）の室戸台風の暴風雨により、塩田が全滅する大打撃を受けた。

## 沿革
- 1889年（明治22年）10月1日 - 町村制施行により、板野郡木津村、南浜村、斎田村、黒崎村、小桑島村、大桑島村、岡崎村、弁財天村、北浜村、林崎村、立岩村が合併し撫養町が発足。大字斎田字岩崎に町役場を設置。
- 1898年（明治31年） - 大字斎田字浜端南に町役場を移転。
- 1924年（大正13年） - 大字南浜に町役場を移転。
- 1947年（昭和22年）3月15日 - 板野郡瀬戸町、鳴門町、里浦村と合併し鳴南市が発足。同日撫養町廃止。